# Kagoshima (prefektura)
Kagoshima (japanski: kanji (鹿児島県, romaji: Kagoshima-ken) je prefektura u današnjem Japanu. 
Nalazi se u jugozapadnoj i južnoj obali otoka Kyūshūa. Obuhvaća dio otoka Ryūkyū. Nalazi se u chihō Kyūshūu.
Glavni je grad Kagoshima.
Organizirana je u 8 okruga i 43 općine. ISO kod za ovu pokrajinu je JP-46.
1. prosinca 2010. u ovoj je prefekturi živjelo 1,703.406 stanovnika.
Simboli ove prefekture su cvijet miyamakirishima (Rhododendron kiusianum), drvo kamforovca (Cinnamomum camphora) i ptica Lidthova šojka (Garrulus lidthi).